# تسانكوفا (بلدية)
تسانكوفا (بالسلوفينية: Cankova، وتُنطق: [ˈtsaːŋkɔʋa]؛ بالهنغارية: Vashidegkút؛ بالألمانية: Kaltenbrunn) هي قرية تقع في منطقة بريكموريه شمال شرق سلوفينيا، وهي المقر الإداري لـبلدية تسانكوفا.

## الجغرافيا
تقع تسانكوفا في إقليم بريكموريه المعروف بموقعه الجغرافي المحاذي للحدود مع المجر، ويبلغ ارتفاعها عن سطح البحر حوالي 225 مترًا. تحيط بها مناطق زراعية وغابات، ما يمنحها طابعًا ريفيًا هادئًا ومميزًا.

## الإدارة
تعد تسانكوفا المركز الإداري لبلدية تحمل الاسم نفسه، وتحتضن عددًا من الدوائر المحلية، كما تُعد نقطة محورية لبعض الخدمات العامة والإدارية لسكان المنطقة.

## السكان والثقافة
يبلغ عدد سكان القرية حوالي 400 نسمة، وهي منطقة ذات تنوع ثقافي بسبب قربها من الحدود، حيث تظهر التأثيرات الهنغارية والألمانية في اللغة والمعمار المحلي. وتُعرف القرية بوجود كنيسة ومجموعة من الفعاليات الثقافية التي تعكس الطابع المحلي.